# Plage de la pointe de la Saline
Ne doit pas être confondu avec Plage des Salines.
La plage de la pointe de la Saline est une plage de sable blanc située au sud de Le Gosier, en Guadeloupe.

## Description
La plage de la pointe de la Saline, longue de 410 m, se situe au sud de Sainte-Anne, à la pointe de la Saline, qu'elle borde.
Une randonnée pédestre, le sentier du littoral de Saint-Félix, y commence et permet de faire le tour entier de la saline en passant par le hameau de Saint-Félix et la pointe Canot.
Depuis 2023, la page est envahie par les sargasses et est ainsi impraticable.

## Histoire
C'est sur cette plage que le 2 juin 1794, des soldats débarquent pour mener le premier décret d'abolition de l'esclavage.

## Galerie

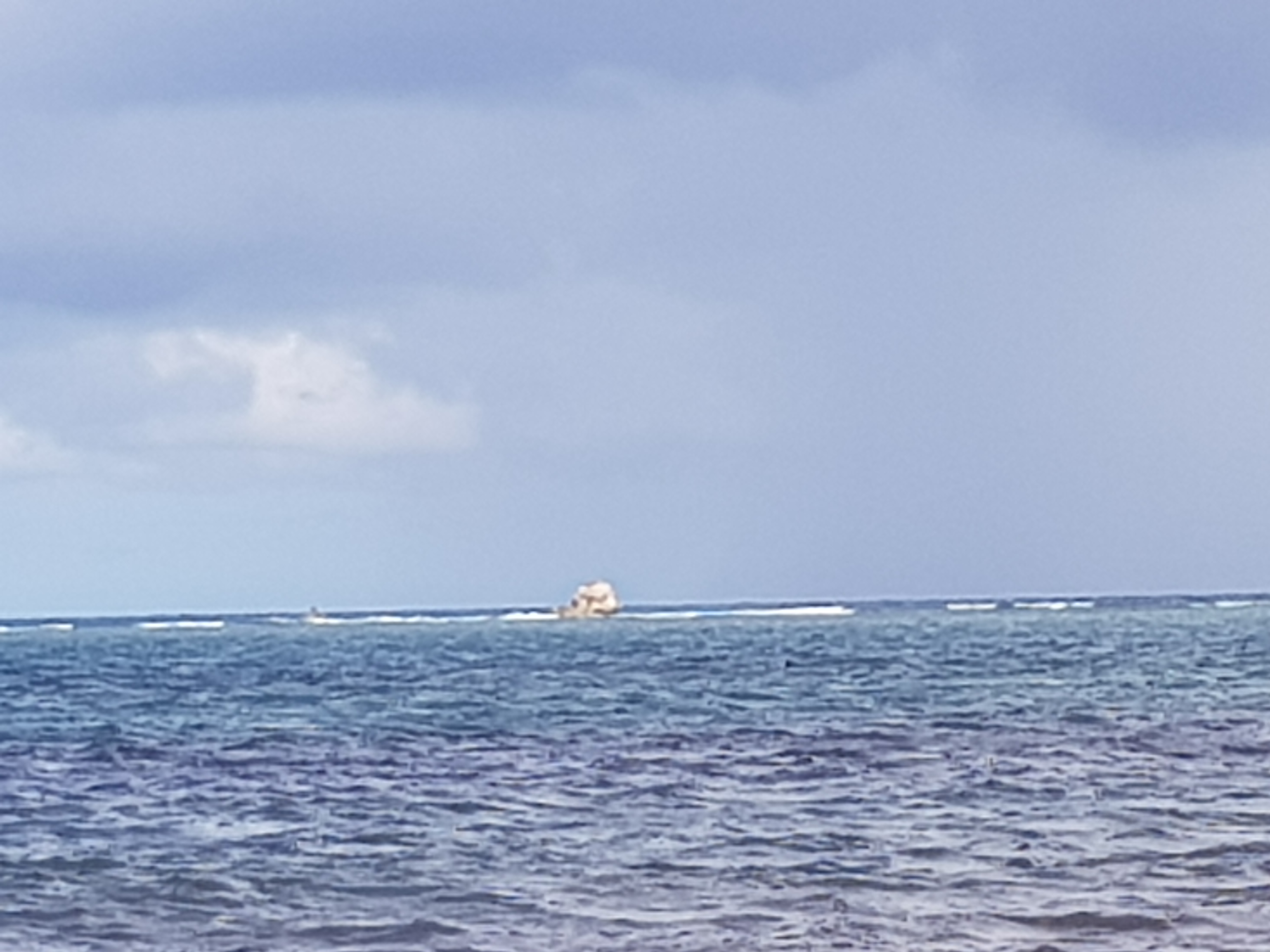
Rocher du diamant, face à la plage
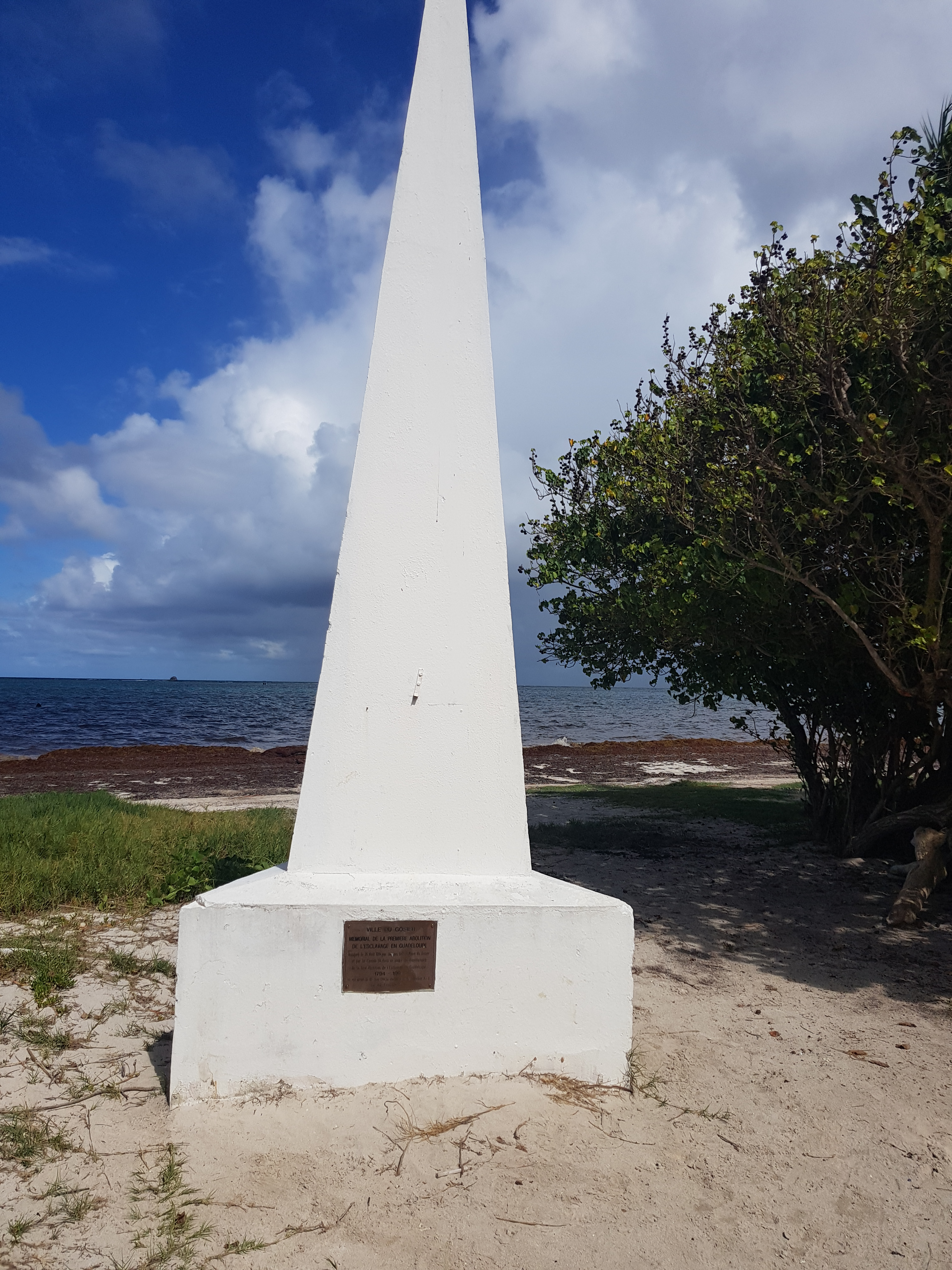
Monument commémorant le débarquement du 2 juin 1794
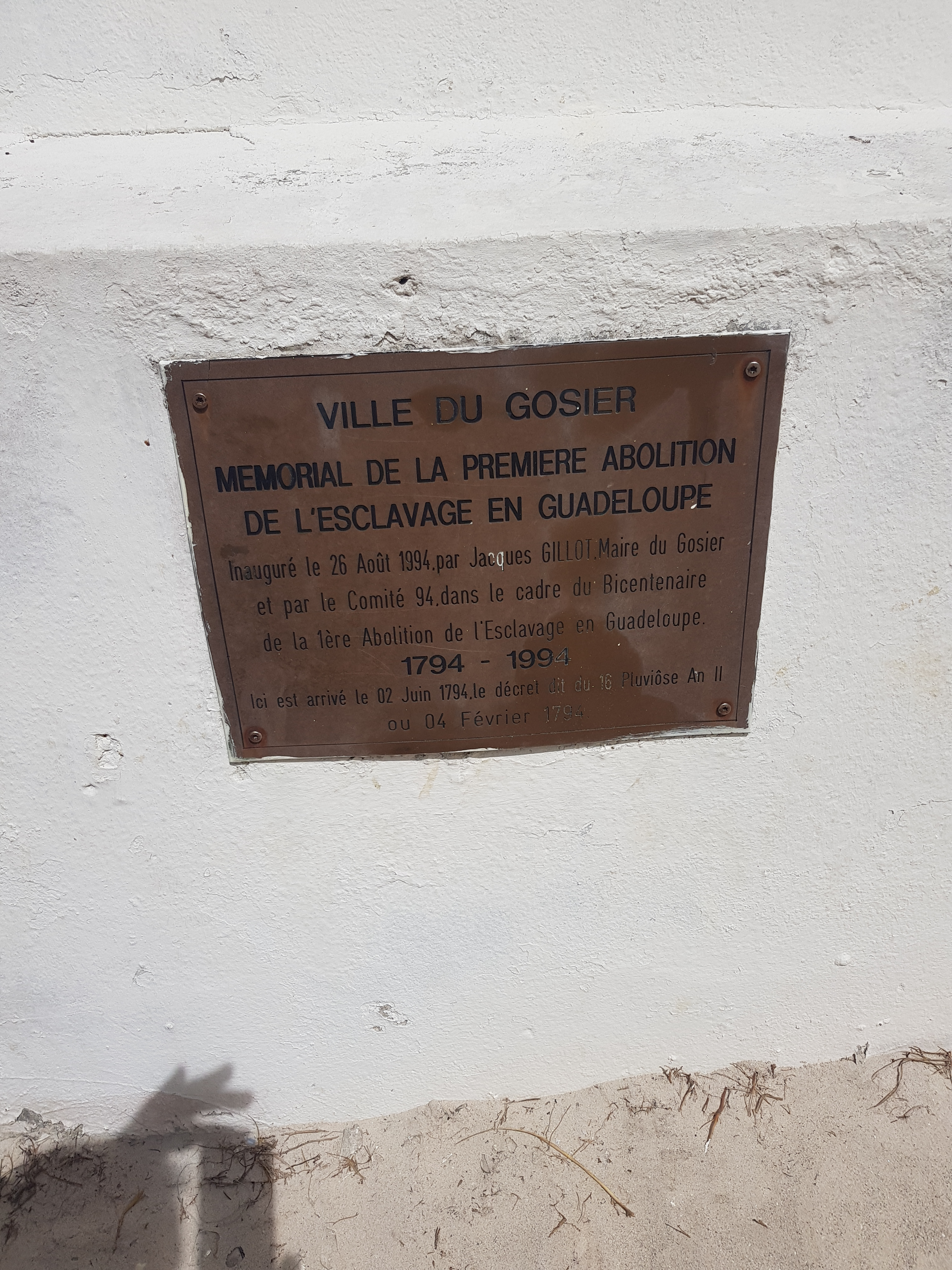
Plaque commémorative du débarquement du 2 juin 1794